# Skalnik (Basses-Carpates)
Pour les articles homonymes, voir Skalnik.
Skalnik est une localité polonaise de la gmina de Nowy Żmigród, située dans le powiat de Jasło en voïvodie des Basses-Carpates.